# هنري إرنست سيرل
هنري إرنست سيرل (بالإنجليزية: Henry Ernest Searle)‏ هو مجدف أسترالي، ولد في 14 يوليو 1866 في جرافتون في أستراليا، وتوفي في 10 ديسمبر 1889 في ملبورن في أستراليا بسبب حمى التيفوئيد.